# Сулак, Николай Васильевич
Никола́й Васильевич Сула́к (рум. Nicolae Sulac; 9 сентября 1936, Садык, Кагульский уезд, Королевство Румыния — 8 апреля 2003, Кишинёв, Молдавия) — молдавский эстрадный певец, исполнитель народных песен. Народный артист СССР (1989).

## Биография

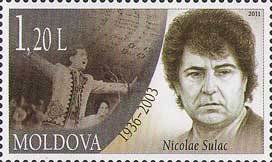
Н. Сулак на почтовой марке Молдавии. 2011 г.

Николай Сулак родился 9 сентября 1936 в селе Кирсово Комратского района. По семейным обстоятельствам вырос в селе Садык (ныне в Кантемирском районе Республики Молдова).
Музыкального образования не получил, был самоучкой.
Исполнительскую карьеру начал в 1959 году в качестве солиста хоровой капеллы «Дойна» Молдавской филармонии (ныне Национальная филармония имени Сергея Лункевича) в Кишинёве. В 1960—1961 годах — солист оркестра кишинёвского кинематографа.
В 1961—1986 годах — солист оркестров народной музыки Молдавской филармонии «Мугурел», «Флуераш» (с 1965 года), «Лэутарий» (с 1970 года).
Выступал в многочисленных концертах, записал множество песен собственного сочинения. Был известен своим тонким, глубоко философским юмором.
Гастролировал с оркестрами по городам СССР и за рубежом во многих странах мира.
Самые знаменитые его песни —"фрумоасес нунцилен колхоз" композитора думитру георгицэ.  «Как красиво поёт кукушка», «Молодость-молодость», «Зелёные листья душицы», «Когда придёт отец», «Цветок Сулака», «В лесу у Прута», «Скажи, Ленуца, скажи», «Тоска по матери», дойны «Миорица» и «Печальная дойна» и многие другие.
Как солист принимал участие в спектаклях «Crai nou» Ч. Порумбеску, «Дедушка Чёчилан» и «Георгиевская ночь» Т. Флондора. Песня «Piatră, piatră» в исполнении Сулака вошла в саундтрек Вавилон XX 1979 года.
В 2002 году создал Фонд поддержки фольклорной музыки.
Скончался 8 апреля 2003 года в Кишинёве. Похоронен на Центральном (Армянском) кладбище. В 2004 году на могиле певца был установлен его бюст.

### Семья
- Дочь — Дойна Сулак (род. 1988), певица, исполнительница народной молдавской музыки.

## Звания и награды
- Заслуженный артист Молдавской ССР (1964)
- Народный артист Молдавской ССР (1967)
- Народный артист СССР (1989)
- Государственная премия Молдавской ССР (1982)
- Орден Республики (Молдавия) (1992).
- Медаль «Михай Эминеску» (2000)[4].

## Дискография
- Cîntec de veselie (1973)
- Nicolae Sulac si Lăutarii (1984)
- Dorul meu e numai dor (1999—2000)
- De ziua lui (2003)
- La o margine de drum (2006)

## Память
- С 2012 года Национальный дворец в Кишинёве носит имя Николая Сулака.
- Имя певца носит национальный фестиваль-конкурс молодых исполнителей народной музыки, теоретический лицей художественного профиля в Кишинёве, а также музыкальная школа Флорешты[5].